# Liste der Einträge im National Register of Historic Places im Blue Earth County

Lage des Blue Earth County in Minnesota

Die Liste der Einträge im National Register of Historic Places im Blue Earth County in Minnesota führt alle Bauwerke und historischen Stätten im Blue Earth County auf, die in das National Register of Historic Places aufgenommen wurden.

## Legende
| NRHP | Historic Place    |
| HD   | Historic District |

## Aktuelle Einträge
| [ 2 ] | Name                                                    | Bild                                                    | Eintragsdatum        | Lage | Ort                   | Beschreibung |
| ----- | ------------------------------------------------------- | ------------------------------------------------------- | -------------------- | --- | --------------------- | --- |
| 1     | Blue Earth County Courthouse                            | Blue Earth County Courthouse                            | 1980 ID-Nr. 80001940 | Courthouse Square 44° 9′ 49,1″ N, 93° 59′ 57,3″ W | Mankato               | 1889 errichtetes Gerichts- und Verwaltungsgebäude                                                                                      |
| 2     | J.R. Brandrup House                                     | J.R. Brandrup House                                     | 1980 ID-Nr. 80001941 | 704 Byron Street 44° 9′ 16″ N, 94° 0′ 32,4″ W | Mankato               | 1904 im neoklassizistischen Stil errichtetes Wohnhaus des Gründers des Mankato Commercial College                                      |
| 3     | Charles Chapman House                                   | Charles Chapman House                                   | 1980 ID-Nr. 80001942 | 418 McCauley Street 44° 9′ 18,8″ N, 94° 2′ 14,4″ W | Mankato               | 1858 errichtetes Wohnhaus eines frühen Siedlers                                                                                        |
| 4     | Lorin Cray House                                        | Lorin Cray House                                        | 1980 ID-Nr. 80001943 | 603 South 2nd Street 44° 9′ 43,3″ N, 94° 0′ 20″ W | Mankato               | In den 1890er Jahren im Queen Anne-Stil errichtetes Wohnhaus                                                                           |
| 5     | Dodd Ford Bridge                                        | Dodd Ford Bridge                                        | 2009 ID-Nr. 09001070 | Brücke der County Road 147 über den Blue Earth River 43° 52′ 34,8″ N, 94° 11′ 16,3″ W | südwestlich von Amboy | 1901 Fachwerkbrücke |
| 6     | Adolph O. Eberhart House                                | Adolph O. Eberhart House                                | 1980 ID-Nr. 80001944 | 228 Pleasant Street 44° 9′ 29,8″ N, 94° 0′ 19,7″ W | Mankato               | 1903 im georgianischen Stil errichtetes Wohnhaus von Adolph Olson Eberhart (1870–1944), dem 17. Gouverneur von Minnesota (1909–1915)   |
| 7     | Federal Courthouse and Post Office                      | Federal Courthouse and Post Office                      | 1980 ID-Nr. 80001945 | 401 South 2nd Street 44° 9′ 48,9″ N, 94° 0′ 14,9″ W | Mankato               | 1896 im Richardsonian Romanesque genannten Baustil errichtetes Bundesgericht                                                           |
| 8     | First Baptist Church                                    | First Baptist Church                                    | 1980 ID-Nr. 80001938 | US 169 44° 2′ 50,2″ N, 94° 10′ 0,6″ W | Garden City Township  | 1868 errichtete Kirche |
| 9     | First National Bank of Mankato                          | First National Bank of Mankato                          | 1974 ID-Nr. 74001004 | 229 South Front Street 44° 9′ 56,1″ N, 94° 0′ 14,7″ W | Mankato               | 1913 im Stil der Prairie Houses errichtetes Bankgebäude                                                                                |
| 10    | First Presbyterian Church                               | First Presbyterian Church                               | 1980 ID-Nr. 80001946 | Hickory Street Ecke South Broad Street 44° 9′ 52,7″ N, 94° 0′ 7,5″ W | Mankato               | 1896 im Stil der Richardsonian Romanesque errichtete Kirche                                                                            |
| 11    | James P. Gail Farmhouse                                 | James P. Gail Farmhouse                                 | 1980 ID-Nr. 80001939 | Abseits des US 169 44° 4′ 1,2″ N, 94° 8′ 10,9″ W | Lake Crystal          | In den späten 1850er Jahren aus Backsteinen errichtetes achteckiges Haus                                                               |
| 12    | Renesselaer D. Hubbard House                            | Renesselaer D. Hubbard House                            | 1976 ID-Nr. 76001047 | 606 South Broad Street 44° 9′ 41,9″ N, 94° 0′ 17,6″ W | Mankato               | 1871 errichtetes Wohnhaus eines örtlichen Geschäftsmannes; heute Museum                                                                |
| 13    | William Irving House                                    | William Irving House                                    | 1980 ID-Nr. 80001947 | 320 Park Lane 44° 9′ 35,3″ N, 94° 1′ 19,1″ W | Mankato               | 1873 errichtetes Backsteingebäude |
| 14    | Jones-Roberts Farmstead                                 | Jones-Roberts Farmstead                                 | 1980 ID-Nr. 80001949 | MN 68 44° 11′ 38,8″ N, 94° 13′ 13,2″ W | Lake Crystal          | Zwischen 1860 und 1900 errichtete Farm                                                                                                 |
| 15    | Kern Bridge                                             | Kern Bridge                                             | 1980 ID-Nr. 80001950 | Brücke über den Le Sueur River 44° 6′ 35″ N, 94° 2′ 31″ W | Skyline               | 1873 errichtete Bogenbrücke |
| 16    | Lincoln Park Residential Historic District              | Lincoln Park Residential Historic District              | 1995 ID-Nr. 95000671 | Abgegrenzt durch Shaubut Street, Record Street, Pleasant Street, 2nd Street, Liberty Street, Parsons Street, Lock Street, Bradley Street, Grace Court und Wickersham Court 44° 9′ 28,8″ N, 94° 0′ 24,5″ W | Mankato               | Ensemble von Gebäuden die um die Jahrhundertwende vom 19. zum 20. Jahrhundert errichtet wurden                                         |
| 17    | Main Street Commercial Buildings                        | Main Street Commercial Buildings                        | 1980 ID-Nr. 80001957 | Main Street 43° 55′ 43,6″ N, 93° 57′ 21,7″ W | Mapleton              | In den 1890er Jahren errichtete Geschäftsgebäude                                                                                       |
| 18    | Mankato Public Library and Reading Room                 | Mankato Public Library and Reading Room                 | 1980 ID-Nr. 80001952 | 120 South Broad Street 44° 9′ 56,8″ N, 94° 0′ 3,4″ W | Mankato               | 1903 im Stil der Neorenaissance errichtete Carnegie-Bibliothek                                                                         |
| 19    | Mankato Union Depot                                     | Mankato Union Depot                                     | 1980 ID-Nr. 80001956 | 112 Pike Street 44° 10′ 3″ N, 94° 0′ 16″ W | Mankato               | 1896 errichtetes Bahnhofsgebäude |
| 20    | Mapleton Public Library                                 | Mapleton Public Library                                 | 2009 ID-Nr. 09001097 | 104 1st Avenue, Northeast 43° 55′ 42,8″ N, 93° 57′ 28,1″ W | Mapleton              | 1910 errichtete Carnegie-Bibliothek |
| 21    | Marsh Concrete Rainbow Arch Bridge                      | Marsh Concrete Rainbow Arch Bridge                      | 1980 ID-Nr. 80001953 | Brücke der County Road 101 über den Little Cottonwood River 44° 14′ 12,5″ N, 94° 21′ 40″ W | südlich von Courtland | 1911 errichtete Bogenbrücke |
| 22    | Minneopa State Park WPA/Rustic Style Historic Resources | Minneopa State Park WPA/Rustic Style Historic Resources | 1989 ID-Nr. 89001663 | Abseits des US 169 44° 8′ 54″ N, 94° 5′ 20″ W | westlich von Mankato  | Sieben Parkeinrichtungen, die in den 1930er Jahren im Rahmen einer Arbeitsbeschaffungsmaßnahme durch die Works Progress Administration |
| 23    | North Front Street Commercial District                  | North Front Street Commercial District                  | 1980 ID-Nr. 80001954 | 301-415 North Riverfront Drive 44° 10′ 12,7″ N, 93° 59′ 59,6″ W | Mankato               | Backsteingebäude aus dem späten 19. und frühen 20. Jahrhundert                                                                         |
| 24    | Old Main, Mankato State Teachers College                | Old Main, Mankato State Teachers College                | 1983 ID-Nr. 83000899 | 5th Street, South Ecke Jackson Street 44° 9′ 42,7″ N, 93° 59′ 58,9″ W | Mankato               | 1908 im Jacobean Revival genannten Baustil errichtetes Hauptgebäude des Mankato State Teachers College                                 |
| 25    | Seppman Mill                                            | Seppman Mill                                            | 1971 ID-Nr. 71000435 | MN 68 im Minneopa State Park 44° 9′ 50,5″ N, 94° 6′ 48,6″ W | Skyline               | 1864 errichtete steinerne Windmühle |
| 26    | Sterling Congregational Church                          | Sterling Congregational Church                          | 1980 ID-Nr. 80001958 | County Road 151 43° 53′ 55″ N, 94° 3′ 25″ W | Amboy                 | 1867 im Stil des Greek Revival errichtete Kirche                                                                                       |
| 27    | Lucas Troendle House                                    | Lucas Troendle House                                    | 1980 ID-Nr. 80001959 | 2nd Street Ecke Silver Street 43° 55′ 40,7″ N, 93° 57′ 20,2″ W | Mapleton              | 1896 im Queen Anne-Stil errichtetes Wohnhaus                                                                                           |
| 28    | Zieglers Ford Bridge                                    |                                                         | 1989 ID-Nr. 89001830 | Brücke der Township Road 96 über den Big Cobb River 44° 1′ 45″ N, 93° 59′ 35″ W | Good Thunder          | 1904 errichtete stählerne Fachwerkbrücke                                                                                               |

## Frühere Einträge
| [ 2 ] | Name                       | Bild | Eintragsdatum        | Lage                                                                                 | Ort                   | Beschreibung |
| ----- | -------------------------- | ---- | -------------------- | ------------------------------------------------------------------------------------ | --------------------- | --- |
| 1     | Adam Jefferson House       |      | 1980 ID-Nr. 80001948 | Cleveland Street 43° 57′ 1,8″ N, 93° 59′ 16,2″ W                                     | Mankato               | 1987 nach North Mankato umgesetzt und aus dem Register gestrichen                                                                                   |
| 2     | Kennedy Bridge             |      | 1989 ID-Nr. 89001832 | Brücke der Township Road 167 über den Le Sueur River 44° 6′ 34,3″ N, 93° 56′ 40,7″ W | Mankato               | 1883 errichtete Fachwerkbrücke; 2001 demontiert und 2008 aus dem Register gestrichen                                                                |
| 3     | Mankato Holstein Farm Barn |      | 1980 ID-Nr. 80001951 | County Highway 5 44° 13′ 1,9″ N, 93° 59′ 33,5″ W                                     | Mankato               | 1917 angelegte Rinderfarm dairy cattle breeding barn., 2006 nach dem Einsturz des Daches abgerissen und ein Jahr später aus dem Register gestrichen |
| 4     | Oscar Schmidt House        |      | 1980 ID-Nr. 80001955 | 111 Park Lane 44° 10′ 18,7″ N, 94° 0′ 47,2″ W                                        | Mankato               | Im Jahr 1988 abgerissen und aus dem Register gestrichen                                                                                             |
| 5     | Winnebago Agency House     |      | 1975 ID-Nr. 75000975 | County Road 138 45° 29′ 26,4″ N, 94° 19′ 22,1″ W                                     | südlich von St. Clair | 1855 im Federal Style errichtetes Backsteingebäude; im Jahr 1986 abgerissen und ein Jahr später aus dem Register gestrichen                         |